# Stichting Nederlandse Top 40
De Stichting Nederlandse Top 40 stelt wekelijks enkele Nederlandse hitlijsten samen, waaronder:
- de Nederlandse Top 40
- de Tipparade

De Stichting Nederlandse Top 40 is niet alleen verantwoordelijk voor deze hitlijsten, maar heeft ook de beschikking over een omvangrijk archief aan beeld- en geluidsmateriaal.

## Geschiedenis
De Veronica Top 40 werd van 2 januari 1965 tot en met 31 augustus 1974 uitgezonden door Radio Veronica.  Op die laatste dag verdween Veronica uit de ether en kon de Top 40 niet meer worden uitgezonden.  Daarop besloten Lex Harding en Rob Out de Top 40 over te nemen en een stichting, de Stichting Nederlandse Top 40, op te richten.  De oprichting hiervan had als doel de Top 40 in stand te houden, waarbij Harding en Out privé aansprakelijk waren voor alle kosten.  Men wilde deze hitlijst niet verloren laten gaan.
De platenindustrie maakte echter een ommezwaai richting NOS en AVRO en stoomde een nieuwe hitparade klaar, de Nationale Hitparade, die de Veronica Top 40 moest gaan vervangen, daar men vreesde dat deze laatste het loodje ging leggen.  Ondanks deze tegenslag en een korte advertentieboycot op het gedrukte exemplaar van de Top 40, kwam de Stichting Nederlandse Top 40 al snel goed van de grond. Bovendien haalde de TROS als A-omroep de hitlijst naar Hilversum 3 en zond de hitlijst met dj Ferry Maat vanaf donderdag 3 oktober 1974 t/m 20 mei 1976 uit. De band met de platenindustrie werd hersteld.
In 1999 werd Mega Charts BV opgericht als samenwerkingsverband tussen de Stichting Mega Top 100 en de Stichting Nederlandse Top 40.  In 2003 kwam er niet alleen een eind aan deze samenwerking, maar ook aan het gedrukte exemplaar.
Pas in september 2005 verscheen de Top 40 weer in de platenwinkel als gedrukt exemplaar, dankzij het aangaan van een samenwerkingsverband met de Free Record Shop, dat zijn eigen hitlijst "Pepsi Chart" ervoor inruilde. In 2008 werd besloten de Top 40 niet meer in FreeCharts te publiceren. Toch dook de Top 40 in datzelfde jaar weer op bij Music Store als een gedrukt exemplaar met de Tipparade op de achterkant.
Op 2 januari 2005, toen de Top 40 veertig jaar bestond, schonk de gemeente Almere een cadeau aan de stichting in de vorm van het "Top 40 Plein".  Dit plein ligt in Almeres Muziekwijk.
Op 1 november 2006 werd Erik de Zwart, zelf ooit jarenlang presentator van de Top 40 bij Veronica op de volle vrijdag op Radio 3 en later Radio 538 (net als Lex Harding dat eerder jarenlang was bij de zeezender Radio Veronica en later voor Veronica op Hilversum 3 en Radio 3), benoemd tot voorzitter van de Stichting Nederlandse Top 40, als opvolger van Harding, die daarmee 'gewoon' bestuurslid werd.

## Het gedrukte exemplaar
Met het verscheiden van Radio Veronica veranderde de naam Veronica Top 40 op het gedrukte exemplaar na 31 augustus 1974 in "Nederlandse Top 40".
Ook het uiterlijk van het gedrukte exemplaar veranderde van een dubbelzijdig bedrukt vel papier met op de voorkant de Top 40 en op de achterkant Veronica's Tipparade en de LP Top 20 in een folder met op de voorkant (zoals gebruikelijk) de Top 40 en op de resterende pagina's de andere hitlijsten, samengesteld door de Stichting Nederlandse Top 40.
Hieronder volgt een overzicht van Nederlandse hitlijsten die in het gedrukte exemplaar zijn afgedrukt.
- Vanaf 7 september 1974:
  - Nederlandse Top 40
  - Tipparade
  - Lp Top 50 (t/m 30 maart 1985)
  - Nederlandstalige Toptien
  - Super Soul (een top 10)
- Vanaf 28 september 1974:
  - Nederlandstalige Toptien wordt Top 10 Nederlandstalig
  - Super Soul wordt Top 10 Soul (t/m 20 december 1975)
  - Top 10 Klassiek (t/m 5 oktober 1974)
- Vanaf 12 oktober 1974:
  - Top 10 Nederlandstalig wordt Top 15 Nederlandstalig + Tips (5 tips)

- Vanaf 23 augustus 1975:
  - Top 15 Nederlandstalig + Tips wordt Top 10 Nederlandstalig + Nederlandstalige Top Tien Tips
- Vanaf 4 oktober 1975 wordt de Top 40-folder uitgebreid van 4 naar 6 pagina's met Playlist Top 25 en Industrie Top 70.  Deze laatste lijst wordt afgedrukt t/m 13 december 1975.  De lijst Playlist kent diverse andere lengtes dan 25 platen en wordt onregelmatig afgedrukt, de laatste verschijnt uiteindelijk op 23 september 1978.
- Vanaf 27 december 1975:
  - Top 10 Klassiek (ontbrekend op 18 juni 1977, daarna onregelmatig afgedrukt) (t/m 20 februari 1982)
  - Top 10 Disco (als disco-top; vanaf 17 januari 1976 als disco-top 10; vanaf 31 januari 1976 als disko top tien) (t/m 1 januari 1977)

- Vanaf 8 januari 1977:
  - Levi's Top 10 (t/m 23 december 1978)
- Vanaf 1 oktober 1977:
  - Punk Top 10 (onregelmatig afgedrukt) (t/m 26 november 1977)

- Op 23 december 1978:
  - Top 10 Kerst Tip

- Vanaf 13 januari 1979:
  - Top 10 Disco (t/m 21 april 1979)
- Vanaf 20 januari 1979:
  - Top 11 Carnaval (t/m 24 februari 1979)
- Vanaf 28 april 1979:
  - Top 10 12 Inch (30 Cm) (t/m 23 april 1983)

- Vanaf 3 januari 1981:
  - Top 10 Discotheken

- Vanaf 9 januari 1982:
  - Top 10 Teevee Elpee
- Vanaf 16 januari 1982:
  - Top 10 Nederlandstalig + Tip Tien wordt Top 10 Nederlandstalig + Tip 10 Nederlandstalig
- Vanaf 27 februari 1982:
  - Top 10 Teevee Elpee wordt Top 15 Teevee Elpee's
- Vanaf 13 maart 1982:
  - Top 10 Discotheken wordt Top 10 Discotheken + Bubbling Under (een top 10), tezamen afgedrukt t/m 23 april 1983
- Op 18 september 1982 ontbreken Top 10 12 Inch (30 Cm) en Top 10 Discotheken + Bubbling Under.
- Op 9 oktober en op 4 december 1982 ontbreekt Top 10 Nederlandstalig + Tip 10 Nederlandstalig.
- Op 18 september (als Videorama Top 40), 9 oktober, 6 november en 4 december 1982:
  - Top 40 Video-Parade (tevens op 8 januari en 12 februari 1983)

- Vanaf 30 april 1983:
  - Disco Dance Top 50 (ook gepubliceerd in Disco Dance)
- Vanaf 22 oktober 1983:
  - Top 10 Nederlandstalig + Tip 10 Nederlandstalig wordt Nederlandstalige Top 30
  - Top 15 Teevee Elpee's wordt Tv-Lp Top 10 (t/m 30 maart 1985)

- Vanaf 6 april 1985:
  - Lp Top 50 wordt Elpee Top 75

- Vanaf 13 december 1986:
  - Cd Top 50 (eerst onregelmatig afgedrukt, daarna maandelijks) (t/m 5 december 1987)

- Vanaf 12 december 1987:
  - Disco Dance Top 50 wordt Disco Dance Top 40 (ook gepubliceerd in Disco Dance)
  - Nederlandstalige Top 30 wordt Nederlandstalige Top 20
  - Cd Top 50 wordt Compact Disc Top 40 (t/m 27 augustus 1988)

- Vanaf 13 februari 1988:
  - Elpee Top 75 wordt Elpee/Mc Top 75 (op 7 mei 1988 als Elpee Top 75)
- Vanaf 3 september 1988 verandert het logo: Nederlandse Top 40 wordt simpelweg Top 40; daarnaast:
  - Elpee/Mc Top 75 wordt Top 100 Cd/Lp/Mc

- Vanaf 4 maart 1989 verandert het logo: Top 40 wordt 25 Jaar Top 40.

- Vanaf 13 januari 1990 verandert het logo: 25 Jaar Top 40 wordt weer simpelweg Top 40.
- Vanaf 17 maart 1990:
  - Top 100 Cd/Lp/Mc wordt Album Top 100

- Op 26 januari, 23 februari, 30 maart, 27 april, 1 en 29 juni, 27 juli, 7 september en 5 oktober 1991, 25 januari, 29 februari, 28 maart, 25 april, 30 mei, 27 juni, 25 juli, 29 augustus, 26 september, 31 oktober, 28 november en 19 december 1992, 30 januari, 27 februari, 27 maart, 24 april, 29 mei, 26 juni, 24 juli, 28 augustus, 25 september, 30 oktober, 27 november en 25 december 1993:
  - Country Top 10
- Vanaf 9 maart 1991:
  - Cassette Single Top 25 (ontbrekend op 13 april 1991) (t/m 26 september 1992)

- Vanaf 3 oktober 1992:
  - Verzamelalbum Top 25

- Vanaf 23 januari 1993:
  - Carnaval Top 11 (t/m 20 februari 1993)
- Vanaf 23 oktober 1993 verandert het logo: Top 40 wordt Rabo Top 40; het laatste exemplaar met dit logo is gedateerd op 26 februari 2000.
- Vanaf 29 januari 2011 verandert de naam en het logo: "Nederlandse Top 40" wordt "Media Markt Top 40"

## Trivia
- In 1977 werd het eerste "Top 40 Hitdossier"-boek uitgegeven, toen nog "Hit Dossier" geheten.